# Rupia do Sri Lanka
A rupia é a moeda corrente oficial do Sri Lanka, dividida em 100 centavos. É emitida pelo Banco Central do Sri Lanka. O código da moeda é LKR, e o símbolo é ₨ (ou, às vezes, SL₨). 
As cédulas da rupia cingalesa têm a particularidade de ser  impressas verticalmente no verso.

## História
Em 1825, quando o Sri Lanka (então conhecido como Ceilão) era uma colônia britânica, a libra esterlina tornou-se a moeda oficial, substituindo o rixdollar cingalês, a uma taxa de £ 1 = 13⅓ rixdollars. Bônus do tesouro  emitidos em libras foram lançados em 1827, substituindo os precedentes bônus em rixdollars. Os bônus em rixdollars que não trocados perderam o valor em 1831.
Em 26 de setembro de 1836, a rupia indiana tornou-se a moeda oficial do Ceilão. Porém os bônus do tesouro emitidos em libras continuaram a circular, juntamente com a rupia, e as contas continuaram a ser feitas em libras, shillings e pence. Todavia, os pagamentos eram efetuados em rupias e annas (1 anna = 1/16 de rupia), a um valor nominal fictício de 2 shillings por rupia (ou seja, 1 libra = 10 rupias).
Em 1844, o Banco do Ceilão foi o primeiro banco privado a emitir cédulas na ilha, e os bônus do tesouro foram retirados de circulação em 1856.
A rupia indiana foi formalmente estabelecida como moeda legal em 18 de junho de 1869. Em 23 de agosto de 1871, a rupia foi decimalizada e tornou-se a moeda do Ceilão e a única a ter curso legal a partir de 1° de janeiro de 1872, substituindo a divisa britânica, convertida à razão de 1 rupia para 2 shillings e 3 pence.
Em abril de 2022, a agitação política no Sri Lanka fez da rupia do Sri Lanka a "moeda de pior desempenho" do mundo, de acordo com o Financial Times. A taxa de câmbio da moeda despencou para mais de Rs. 350/- = US$ 1 em 29 de abril de 2022.